# کلیولند کمبل
کلیولند کمبل (انگلیسی: Cleveland Campbell؛ زادهٔ ۱ ژانویه ۱۹۷۷) یک هنرپیشه اهل بریتانیا است.
از فیلم‌ها یا برنامه‌های تلویزیونی که وی در آن نقش داشته است می‌توان به در جستجوی اریک اشاره کرد.